# 管理費
管理費（かんりひ）とは、
1. 集合住宅やビル等における当該マンション・ビル等の建物の維持管理に充当される金銭
2. 各種管理に関し必要な費用

## 概要と用途
自己所有の場合にあっては、区分所有者が専有部分の持分面積に応じて支払い、賃貸借契約の場合は、契約上その設定がある場合に、約定額を支払う。
管理組合、管理会社その他の管理者に対して払い込む形式が広く一般的である。自己所有物件において、当該建物の将来的な修繕費用として積み立てられる修繕積立金とは異なり、管理人の人件費、管理会社への事務委託手数料、設備の保守点検費用や清掃委託費、共用部分の水道光熱費・損害保険料や管理組合運営費などに充てられる。大規模マンション（タワーマンションや高層マンション他）でフロントサービス、医療サービスなどの各種サービスやプール、ミニシアターなどの共用施設を充実させる場合には、それらの維持管理費用も管理費から賄われる。

## 技術管理費
技術管理費とは、土木請負工事工事費積算要領によると、(イ) 品質管理のための試験等に要する費用(ロ) 出来形管理のための測量等に要する費用(ハ) 工程管理のための資料の作成に要する費用(ニ) (イ)から(ハ)にまで掲げるもののほか、技術管理上必要な資料の作成に要する費用である。
技術管理費として上記項目を積算するが、技術管理費として積算する内容で共通仮設費率に含まれる部分は、前記イロハニのうちで、① 品質管理基準に記載されている項目に要する費用② 出来形管理のための測量、図面作成、写真管理に要する費用③ 工程管理のための資料の作成等に要する費用④ 完成図、マイクロフィルムの作成及び電子納品等（道路工事完成図等作成要領に基づく電子納品を除く）に要する費用⑤ 建設材料の品質記録保存に要する費用⑥ コンクリート中の塩化物総量規制に伴う試験に要する費用⑥ コンクリートの単位水量測定、ひび割れ調査、テストハンマーによる強度推定調査に要する費用⑦ PC上部工、アンカー工等の緊張管理、グラウト配合試験等に要する費用 ⑧ 塗装膜厚施工管理に要する費用 ⑨ 溶接試験における放射線透過試験に要する費用 ⑩施工管理で使用するOA機器の費用 ⑪ 品質証明に係る費用（品質証明費）である。
上記以外で積上げする項目は、（イ）特殊な品質管理に要する費用で、管接合部の水圧試験、超音波試験、X線検査等、土質等試験：品質管理基準に記載されている項目以外の試験、地質調査：平板載荷試験、ボーリング、サウンディング、その他原位置試験、（ロ）現場条件等により積上げを要する費用で軟弱地盤等における計器の設置・撤去及び測定・とりまとめに要する費用、試験盛土等の工事に要する費用、（ハ）施工合理化調査、施工形態動向調査及び諸経費動向調査に要する費用（ニ）その他、前記イ、ロに含まれない項目で、特に技術的判断に必要な資料の作成に要する費用、である。

## 現場管理費
現場管理費または現場経費とは、建設事業においては管理社員給与、現場事務所、安全管理費、福利厚生費、交際費などの経費（諸経費）をさす。公共工事の積算・予算算出では直接工事費から〇〇％などと一律に導かれる。建築工事においては共通費、その他の建設工事では間接工事費に分類されている。
| 労務管理費              | 現場労働者に係る次の費用 １） 募集及び解散に要する費用 ２） 慰安、娯楽及び厚生に要する費用 ３） 直接工事費及び共通仮設費に含まれない作業用具及び作業用 被服の費用 ４） 賃金以外の食事、通勤等に要する費用 ５） 労災保険法等による給付以外に災害時には事業主が負担する 費用 |
| 安全訓練等に 要する費用 | 現場労働者の安全、衛生に要する費用及び研修訓練等に要す る費用 |
| 租税公課                | 工事契約書等の印紙代、申請書、謄抄本登記等の証紙代、固定資産税、 自動車税等の租税公課、諸官公署手続き費用 |
| 保険料                  | 火災保険、工事保険、自動車保険、組立保険、賠償責任保険および法定外の労災保険等の保険料 |
| 従業員 給料手当         | 現場従業員（純工事費に含まれる世話役、運転者等を除く。）の 給料、諸手当及び賞与 |
| 退職金                  | 現場従業員に係る退職金 |
| 法定福利費              | 現場従業員及び現場労働者に関する労災保険料、雇用保険 料、健康保険料及び厚生年金保険料の事業主負担額並びに建 退共制度に基づく事業主負担額 |
| 福利厚生費              | 現場従業員に係る慰安娯楽、貸与被服、医療、慶弔見舞等福利 厚生文化活動に要する費用 |
| 事務用品費              | 事務用消耗品、新聞、参考図書等の購入費 |
| 通信交通費              | 通信費、旅費および交通費 |
| 交際費                  | 現場への来客等の対応に要する費用 |
| 補償費                  | 工事施工に伴って通常発生する騒音、振動、濁水、工事用車両の通行等に対して、 近隣の第三者に支払われる補償費。ただし、電波障害等に関する補償費を除く。 |
| 外注経費                | 施工図等を専門工事業者等に外注した場合の費用 |
| 工事登録費用            | 工事実績等の登録に係る費用 |
| その他                  | 会議費、式典費、工事実績の登録等に要する費用、その他上記のいずれにも属さない費用 |